# Четвородневна битка
Четвородневна битка је била поморска битка током Другог англо-холандског поморског рата. Трајала је од 1. до 4, јуна 1666. године по јулијанксом или старом календару који је у то време кориштен у Енглеској (11. до 14. јуна по садашњем календару) у близини флеманске и енглеске обале.

## Догађаји пред битку и обостране припреме
У Другом англо-холандском поморском рату Низоземска република је, после пораза у бици код Лоустофта 1665. г. напрегла све своје снаге и опремила снажну флоту. Холандија је припремила нове бродове, обучила посаду, а адмирал де Ројтер је друге адмирале упознао са својим тактичким намерама.
Почетком 1666. године Холандији су се придружиле и Француска и Данска. Због својих посебних интереса, француска флота није се уопште ангажовала у рату, а Данска се ограничила само на затварање Балтичком мора. Адмирал де Ројтер је 10. јуна - скоро месец дана раније него што су Енглези мислили да је могуће - испловио са флотом да потражи Енглезе. Француска под Лујем XIV je 1666. објавила рат Енглеској. Тиме је Низоземска република добила јаког савезника. Но француске трупе су биле бројне и јаке на копну, али је француска морнарица још далеко заостајала за водећим флотама тога доба.
Угрожена офанзивним савезом Низоземске републике, Француске и Данске, Енглеска је такође појачала поморске снаге, тако да су крајем маја 1666. године обе стране биле припремљене за предстојећи сукоб. Енглези су имали 72 линијска брода са по више од 40 топова и осам а 30 до 40 топова, а Холанђани 71 линијски брод са по више од 40 топова и 13 бродова са по 30 до 40 топова; обе стране располагале су са још неколико брандера и више мањих ратних бродова. Однос топова линијских бродова био је 4651 према 4460, а посада 21909 према 31085 у корист Холанђана.
Енглеском флотом, која је била подељна у три ескадре са по три дивизије, командовали су заједнички принц Руперт од Рајне и Џорџ Монк, који су уједно командовали и центром енглеског борбеног поретка; заповедник претходнице био је адмирал Џорџ Ејскју енгл. Sir George Ayscue), а заштитиницом је командовао адмирал Томас Тедеман.
И холандска флота је била подељена у три ескадре са по три дивизије. Центром је командовао адмирал Михил де Ројтер, уједно и заповедник флоте, претходницом, адмирал Корнелис Евертсен Старији, а заштитницом адмирал Корнелис Тромп.
Француска је Холанђанима послала у помоћ 30 ратних бродова што је имало велики утицај на ток догађаја. Наиме, Енглеска је била обавештана да из Фрнацуске плови ескадра од 30 бродова. Та је ескадра била још далеко, но краљ Чарлс II је наредио адмиралу Монку да одмах одвоји 20 бродова и да их под командом принца Руперт од Рајне пошаље против фрнацуске есакдре са задатком да онемогући њено спајање са холандском флотом.
Енглеска флота је била ослабљена услед поменутог одвајања дела бродова који је требало да зауставе Фрнацузе. Најисправније би било да је енглеска флота у тим околностима била целокупна, још пре доласка фрнацуских снага напала холандску флоту, а онда - у случају победе - напала и француску ескадру. С обзиром да су енглески бродови били већи и јаче наоружани, са таквом стратегијом имали би доста изгледа на успех. Но, та прилика је интервенцијом краља Чарлса II била пропуштена.

### Први дан
Концентрација холандске флоте била је довршена 5. јуна 1666. године а ратни савет одржан на броду „Седам Провинција“ адмирал де Ројтер је своје адмирале - вицеадмирала ван Неса, Корнелис Тромпа, де Фриса и Корнелис Евертсена Старијег - је завршио речима: „Судбина Холандије зависи од исхода битке која предстоји!“.
10. јуна де Ројтер је отпловио према сидришту Даунсу, пред Дилом, на улазу у Доверска врата, тражећи додир са енглеском флотом. Примвши у међувремену нетачно обавештење о приближавању француске флоте, Чарлс II је наредио принцу Руперту да јој крене у сусрет са претходницом. Тако ослабљена флота отпловила је 10. јуна, такође у Даунс. Са 58 бродова адмирал Монк је био знатно слабији од Холанђана. Де Ројтер се ноћу између 10. и 11. јуна усидрио између Денкерка и Даунса, неколико колометара од енглеске флоте. Одлучивши да искористи свој положај у преиветрини - дувао је јак југозападни ветар - Монк је 11. јуна после 09:00 часова прешао у напад. Не очекујући напад због противничког положаја у односу на ветар и море, Холанђани нису дигли сидра. При подилажењеу Енглеза били су присиљени да пресеку сидрене конопе. Под утицајем ветра, холандске ескадре затекле су се у поретку степена са заштитиницом у приветрини. Једрећи према Холанђанима, адмирал Монк је прошао ван домета ватра њихове претходнице и центра, и око поднева ступио је у борбу са заштитиницом исправно схвативши да против себе пуну снагу холандске флоте, па због знатних удаљености и због супротног ветра остатак флоте неће моћи на време да притекене у помоћ својој заштитиници. Иако је свега 35 енглеских бродова добро одржавало строј и поредак, док су остали заостали, Монк је био јачи, јер су Холанђани тек постепено ступали у борбу, због чега су изгубили један или два брода и претрпели тешка ошећења. Око 16:00 часова Енглези су због близине плићака код Денкерка извршили истовремени поступни окрет по ескадрама, што је урадио и адмирал Тромп. Претходница Енглеза, која је овим маневром доспела на зачеље претрпела је тешке губитке у жестоким двобојима са противничким центром. Захваљујући положају у заветрини, Холанђани су искористили сву моћ артиљерије центра и претходнице, која је касније ступила у борбу.
Битка је ушла у другу фазу и постала је жешћа, али је стање сада било теже за Енглезе. Премоћ холандске флоте почела је да долази до изражаја. Успело им је да јуришем освоје енглески линијки брод "Свифтшор" (енгл. HMS Swiftsure (1621)); у тој је борби на палуби брада погинуо је енглески вицеадмирал Беркли. Посебно је био тежак положај линијског брода "Хенри"(енгл. HMS Henry (1656)), на коме је био вицеадмирал Херман (енгл. Herman). Ту се водила пожртвована и безпоштедна борба. На брод је већ јуришало неколико холандских бродова. Једра и јарболи били су му у пламену и деловало је да ће тај интензитет ватре да уништи брод. Херман је морао да одвоји део посаде који је храбро покушавао да се обрачуна са пожаром тако што су секирама одвајали упаљене комаде дрвета и бацали их у море. Остали морнари су наставили да се боре против очигледно надмоћнијих Холанђаna. Скоро половина топова енглеског брода била је већ онеспособљена, али преостали су и даље пуцали. Својом последљом салвом линијски брод "Хенри" је погодио адмирласки брод холандске заштитнице на коме је погинуо адмирал Корнелис Евертсен Старији.
У пометњи који је услед тога настала на холандској страни вицеадмирал Херман је успео да изведе свој запаљени, разорен и изрешетан брод из битке.
Обе су стране употребиле и брандере. Битка је била прекинута падом мрака. Међу погинулима на холандској страни био је и адмирал Евертсен Старији.

### Други дан
Следећег дана, 12. јуна флоте су једриле у противкурсевима при умереном југозападном ветру; 44 енглеска брода у уређеном поретку, према 75 холандских бродова у растегнутој и неуредној колони. Адмирал Тромп је са својом ескадром око поднева самовољно окренуо према привертини Енглеза. Тиме се јучерешња битка скоро моментално наставила.
Два адмираласка брода холандске претходнице, а нешто касније и бродови центра, окренули су се у међувремену од Енглеза, што је изазвало неред у холандском поретку. Скоро потпуно изолован, адмирал Тромп је претрпео тешке губитке, али га је спасио адмирал де Ројтер, угрозивши енглески поредак из приветрине. Пошто су извршили поступни окрет, Енглези су се поново приближили Холанђанима, чија је флота сада била у потпуном нереду. Адмирал Монк је прошао поред Холанђана на већем одстојању, не тражећи одлучну борбу, што је де Ројтеру омогућило да среди флоту. Прошавши још два пута поред холандских снага, Монк је одједрио према западу чак и не покушавши да искористи слабост противника. Обе стране су изгубиле три до четири брода али су оштећења енглеских бродова била тежа. Пошто је претходно наредио да се спале три тешко оштећена брода, адмирал Монк је образовао поредак врсте од мање оштећених бродова да би заштитио повлачење осталих својих снага.

### Трећи дан
Током 13. јуна адмирал Монк је једрио ка западу да би се сјединио са снагама принца Руперта. Гонећи га, Холанђани су растурили свој поредак. Но, баш у том тренутку срећа напушта Енглезе. Заставни брод адмирала сер Џорџа Ескјуа команданта треће енглеске ескадре „Принс Ројал“ (енгл. HMS „Prince Royal“ (1610)), насукао се на плићак усред отвореног мора. Показало се да је величина енглеских бродова њихова лоша страна, јер би се због великог газа насукавали на плићаке преко којих су холандски бродови прелазили. Насукани брод убрзо је опколило неколико холандских бродова и он је био принуђен да се преда адмиралау Тромпу који се на његову палубу искрцао са брода „Гоуда“. Холанђаним ај епошло за руком да „Принс Ројал“ ослободе са плићака али с обзиром да му кормило било веоам тешко оштећено ниси могли ни да покушају да га одвуку до неке своје луке. Видевши да се енглеска флота приближава адмирал де Ројтер је наредио да се „Принс Ројал“ спали како га Енглези не би повратили. Тиме су се борбе тог дана окончале.

### Четврти дан
Пошто су се снаге адмирала Монка и принца Руперта сјединиле, битка бива настављена при јаком југозападном ветру 14. јуна.
У битку су тога дана Холанђани увели 64, а Енглези 60 линијских бродова, од којих су 23 била неоштећена. Колоне су пловиле у паралелним курсевима - Холанђани у приветрини, на најкраћем могућем одстојању, тако да су се крстови бродова понекада додиривали. Убрзо се обострани поредак растурио. Гонећи групу енглеских бродова, адмирал Ерт ван Нес се са око 14 бродова одвојио од центра, а Тромп је заостао. Са преосталих 35 бродова де Ројтер се жилаво борио са противничком главнином снага. Успевши да среди своју ескадру, адмирал Тромп је заједно са ван Несом ударио на Енглезе из завертине. Током оштрог сукоба који се распламсао, брод адмирала ван Неса је био тешко оштећен и са покиданим конопцима и једрима био је ношен таласима кроз енглески распоред изложен све већим оштећењима. Тада је де Ројтер наредио општи напад и продор у противнички поредак. У жестокој борби, уз употребу брандера, и поред опасности да оба холандска адмирала буду отседечена и уништена, сјајном де Ројтеровом одлуком Енглези су били разбијени и само су појединачно успевали да се извуку из битке и да око 19:00 часова прикупе двадесетак бродова. Изгубили су их 10 до 12, а многи су се и одовојили од флоте. Пошто је у међувремену ветар ојачао, а магла раздвојила противнике, Холанђани нису били у стању да до краја искористе свој успех. Енглези су изгубили 21 бродова и око 8000 људи - од тог их је 3000 било заробљено на девет бродова. Холађани су изгубили седам бродова и између 2000 и 3000 мртвих и рањених. И преостали бродови обе стране морали су да буду послати у луке на темељне поправке.
Био је то најтежи пораз који је икада на отвореном мору претрпела једна енглеска флота, а холандска флоте је уз највеће напоре успела да оствари потпуну победу.

### Закључак
По анагажованим снагама, жестини и упорности којом је вођена, Четвородневна битка спада у највеће и најчувеније поморске битке у епохи бродова на једра. Показала је да при тадашњем стању артиљерије топовски двобоји дугих линија не могу одлучити битку, него само блиска борба или пробој. Заставни брод адмирала де Ројтера са великим јарболним наставком изгубио је адмиралску заставу и дуго времена је био неспособан за маневар. Адмирал Тромп је морао два пута да мења свој брод јер су оба била потпуно изрешетана топовским зрнима, али је својим дрским самовољним и нетактичким држањем више пута доводио у опасност исход битке. Но, де Ројтер је успевао да га извуче из опасности, да борбени линију опет успостави и поново преузме чврсто у руке вођење џиновске флоте.
Многи историчари поморских ратовања основано претпостављају да би исход битке био потпуно другачији да Енглези нису поделили своје снаге на два дела и да су од почетка на попришту имали целокупне снаге. Тиме не би дозволили Холанђанима да их туку по деловима.